# 潘一桂
潘一桂（1527年—？），字子高，號春樓，順天府忠義中衛軍籍直隸河間府故城縣人，明朝政治人物。

## 生平
嘉靖二十八年（1549年）己酉科順天府鄉試第三十三名。嘉靖三十八年（1559年），登己未科第三甲第五名進士。初授中书舍人，四十一年七月选授广东道御史，出为凤阳府知府，移镇江府知府，隆慶三年（1569年）闰六月升福建按察司监军道副使。官至陕西按察使司副使。

## 家族
曾祖潘釗；祖父潘傑；父潘梅。嫡母席氏；生母李氏。慈侍下。弟一龍、一麟。